# Древнейшие города мира
Это список городов, непрерывно заселённых с древнейших времен и до сих пор. Их истинный возраст обычно является предметом обсуждения, так как из-за разницы в определении понятия город могут существовать противоречия в точках зрения. Несколько городов из данного списка претендуют на звание самых древних: Иерихон, Дамаск, Библ.
Основания для этого приводятся в разделе «примечания». В основном эти города были непрерывно заселены начиная с медного века, хотя поселения городского типа существовали на их территории и в эпоху неолита.
Список крупнейших городов в истории несколько отличается от представленного ниже, так как включает в себя и более древние города, которые обезлюдели или были заброшены с течением времени и в настоящее время являются лишь предметом раскопок.

## Азия

### Восточная Азия
| Название         | Историческая Область | Современное Расположение       | Непрерывно населён с | Комментарии |
| ---------------- | -------------------- | ------------------------------ | -------------------- | --- |
| Яньши            | Ся                   | Китай, Хэнань                  | ок. 1900 г. до н. э. | Местность вокруг Яньши была населена с древнейших времён, именно здесь археологами была обнаружена культура Эрлитоу. |
| Лоян             | Шан                  | Китай, Хэнань                  | ок. 1600 г. до н. э. | |
| Сиань            | Чжоу                 | Китай, Шэньси                  | ок. 1100 г. до н. э. | В 1963 году в уезде Ланьтянь были сделаны ценные антропологические находки; была раскопана также неолитическая деревня в Баньпо (半坡), которую относят к 3000 г. до н. э. (культура Яншао). |
| Ханьдань         | Цзинь                | Китай, Хэбэй                   | ок. 1080 г. до н. э. | Ханьдань был столицей государства Чжао в Период Сражающихся царств. |
| Пекин            | Янь                  | Китай, Пекин                   | ок. 1045 г. до н. э. | Первые упоминания Пекина в исторических хрониках связаны с событиями XI века до н. э., когда династия Чжоу свергла государство Шан. |
| Цзыбо            | Ци                   | Китай, Шаньдун                 | ок. 1045 г. до н. э. | В Период Сражающихся царств на этой территории находилась столица царства Ци. |
| Цзинчжоу         | Чу                   | Китай, Хубэй                   | ок. 689 г. до н. э.  | |
| Хэфэй            | Чжоу                 | Китай, Аньхой                  | ок. 650 г. до н. э.  | |
| Сучжоу           | У                    | Китай, Цзянсу                  | 514 г. до н. э.      | В 514 г. до н. э. ван царства У Хэлюй построил в этих местах столицу царства, которая получила название Хэлюйчэн (阖闾城, «город Хэлюя») |
| Тайюань          | Цзинь                | Китай, Шаньси                  | ок. 497 г. до н. э.  | Древний город, построенный Чжао Цзянцы (кит. трад. 趙簡子) около 500 года до н. э. и названная им Цзиньян (кит. трад. 晉陽). |
| Нанкин           | У                    | Китай, Цзянсу                  | ок. 495 г. до н. э.  | |
| Чэнду            | Шу                   | Китай, Сычуань                 | ок. 400 г. до н. э.  | |
| Чанша            | Чу                   | Китай, Хунань                  | ок. 365 г. до н. э.  | Чанша известен как крупный центр уже до нашей эры в царствах Чу и Цинь. |
| Кайфын           | Вэй                  | Китай, Хэнань                  | ок. 364 г. до н. э.  | В эпоху Вёсен и Осеней чжэнский Чжуан-гун выстроил в этих местах крепость для охраны армейских складов, получившую название Цифэн |
| Кашгар           | Шулэ                 | Китай, Кашгар                  | II век до н. э.      | На протяжении веков Кашгар много раз переходил из рук в руки, подпадая под власть Китайских империй, Тюркского каганата, Персидской и Монгольских империй, тибетской теократии. |
| Ляоян            | Янь                  | Китай, Ляонин                  | ок. 279 г. до н. э.  | |
| Гуанчжоу         | Цинь                 | Китай, Гуандун                 | ок. 214 г. до н. э.  | |
| Ханчжоу          | Цинь                 | Китай, Чжэцзян                 | ок. 200 г. до н. э.  | |
| Пхеньян          | Кочосон              | КНДР, Пхёнан-Намдо             | 194 г. до н. э.      | В 108 году до н. э. династия Хань завоевала Кочосон, основав на его месте несколько военных округов. Столица одного из них, округа Наннан (락랑국), была основана возле современного Пхеньяна. Наннан был одной из преобладающих сил в регионе до тех пор, пока не был завоёван в 313 году набирающим силы государством Когурё. |
| Кёнджу           | Силла                | Республика Корея, Кёнсан-Пукто | 57 г. до н. э.       | |
| Сеул             | Пэкче                | Республика Корея, Судоквон     | 18 г. до н. э.       | Первое название города — Виресон, он был столицей государства Пэкче, начиная с 370 года до н. э. |
| Осака            | Нанива               | Япония                         | 390                  | |
| Нара (Хэйдзё-кё) | Кансай               | Япония                         | 708                  | |
| Киото (Хэйан-кё) | Кансай               | Япония                         | 710                  | |

### Передняя Азия
| Название           | Историческая Область  | Современное Расположение | Непрерывно населён с                                | Комментарии |
| ------------------ | --------------------- | ------------------------ | --------------------------------------------------- | --- |
| Дамаск             | Левант                | Сирия                    | Медный век                                          | Раскопки в предместье Тель-Рамад показывают, что Дамаск был населён уже в 10 — 8 тысячелетиях до н. э. Однако он не был важным городом до нашествия арамеев около 1400 г. до н. э.                                                                  |
| Иерихон            | Левант                | Палестина                | не позже 3000 г. до н. э.                           | Следы обитаемости с 9 тысячелетия до н. э. Древнейшие городские укрепления построены не позднее 6800 г. до н. э. Город был несколько раз оставлен его жителями, после чего отстраивался заново                                                      |
| Конья              | Анатолия              | Турция                   | 7500 лет до н. э.                                   | Само место было заселено очень давно. В 50 км к югу от города находится поселение Чатал-Гуюк, историю которого прослеживают с 7500 до н. э. |
| Библ               | Левант                | Ливан                    | ок. 5000 г. до н. э. (Медный век).                  | Был населён уже в неолите, с 7 тысячелетия до н. э., стал городом с 3 тысячелетия до н. э. Считался древнейшим городом в античном мире. |
| Сузы               | Элам                  | Иран, Хузестан           | ок. 4200 г. до н. э. (Медный век) дата оспаривается | Был населён ок. 5500 г. до н. э. |
| Сидон              | Левант                | Ливан                    | 4000 г. до н. э.                                    | Возможно, был населён в 6 — 4 тысячелетиях до н. э. |
| Газиантеп          | Анатолия              | Турция                   | ок. 3650 г. до н. э. (дата оспаривается)            | Предположительно отождествляется с Антиохией Таврской. |
| Рей                | Мидия                 | Иран                     | 3000 г. до н. э                                     | В древности известен под именем Арсакия. Поселение на месте Современного Рея восходит к 3 тысячелетию до нашей эры и упоминается в Авесте — собрании священных текстов зороастризма, как священное место, также упоминается в Книге Товита.         |
| Бейрут             | Левант                | Ливан                    | 3000 г. до н. э.                                    | Впервые упоминается в XV веке до н. э. под финикийским названием «Барут». Само поселение существовало ещё с XXX века до н. э. |
| Иерусалим          | Левант                | Израиль                  | 2800 г. до н. э.                                    | Одним из самых ранних упоминаний города может являться описание в Амарнском архиве в XIV веке до н. э. |
| Тир                | Левант                | Ливан                    | 2750 г. до н. э.                                    | Впервые Тир упоминается в Амарнском архиве в XIV веке до н. э. |
| Дженин             | Левант                | Палестина                | 2450 г. до н. э.                                    | Дженин упоминается в Амарнском архиве в XIV веке до н. э. как вассальное государство Нового царства |
| Эрбиль             | Месопотамия           | Ирак, Курдистан          | 2300 г. до н. э.                                    | Первое упоминание о Эрбиле появилось в литературных источниках из Архивов Эбла. Они рассказывают о двух путешествиях в Эрбиль — первое около 2300 г. до н. э.                                                                                       |
| Хомс               | Левант                | Сирия                    | 2300 г. до н. э.                                    | Впервые упоминается около 2300 года до н. э. под названием Эмеса. |
| Киркук (Аррапха)   | Месопотамия           | Ирак, Курдистан          | ок. 2200 г. до н. э.                                | Город был основан около 2000 года до н. э. жителями гор Загрос, которые были известны как гутии и обитали в низменностях Южной Месопотамии. |
| Хеврон             | Левант                | Палестина                | ок. 2200 г. до н. э.                                | Хеврон считается одним из старейших городов мира и был непрерывно заселён 4200 лет. |
| Яффа               | Левант                | Израиль                  | ок. 2000 г. до н. э.                                | Ранние поселения с 7500 г. до н. э. |
| Акко               | Левант                | Израиль                  | ок. 2000 г. до н. э.                                | Один из древнейших в регионе городов, заселённость которых не прерывалась с момента основания. |
| Алеппо             | Левант                | Сирия                    | ок. 2000 г. до н. э.                                | Ранние поселения с 5000 г. до н. э. |
| Анкара             | Анатолия              | Турция                   | ок. 2000 г. до н. э.                                | Старейшие следы поселений на территории Анкары принадлежат Хаттам и относятся к бронзовому веку. |
| Эскишехир          | Анатолия              | Турция                   | ок. 1000 г. до н. э.                                | Название Эскишехир буквально означает «Старый город» на турецком языке. Город был основан фригийцами не позже 1000 г. до н. э. Современный город находится примерно в двух километрах от древнего фригийского города Дорилей.                       |
| Газа               | Левант                | Палестина                | ок. 1000 г. до н. э.                                | Хоть свидетельства существования поселения датируются 5000 годом, Газа постоянно заселена в течение немногим более 3000 лет. |
| Хамадан (Экбатана) | Мидия                 | Иран                     | ок. 800 г. до н. э.                                 | Столица Мидийского Царства. |
| Стамбул (Византий) | Анатолия              | Турция                   | 685 г. до н. э.                                     | Берега Мраморного моря мегарейцы осваивали ещё с VIII века до нашей эры, до Византия основав здесь Астак, Селимбрию, Перинтос и Халкедон. |
| Лод                | Левант                | Израиль                  | 200                                                 | В 200 году Римский Император Септимий Север дал поселению статус города. |
| Тебриз             | Восточный Азербайджан | Иран                     | 300 — 700                                           | Утверждается, что самые ранние элементы нынешнего Тебриза были построены либо во времена ранних Сасанидов в III веке нашей эры, либо же позднее, в VII веке.                                                                                        |
| Йезд               | Мидия                 | Иран                     | 500                                                 | Упоминания о городе появились ещё в 3000 г. до н. э. Он был обозначен как город Исатис в Мидии. В ходе археологических раскопок находят также предметы династии Ахеменидов. Также является одним из культурных центров зороастрийской общины Ирана. |
| Дербент            |                       | Россия                   | 438                                                 | Первое упоминание Каспийских ворот — наиболее древнего названия Дербента — относится к VI в. до н. э.: его приводит известный древнегреческий географ Гекатей Милетский.                                                                            |

### ЦентральнаяиЮжная Азия
| Название            | Историческая Область | Современное Расположение                 | Непрерывно населён с | Комментарии |
| ------------------- | -------------------- | ---------------------------------------- | -------------------- | --- |
| Ош                  | Фергана              | Киргизия, Ошская область                 | ок. 1000 г. до н. э. | Считается, что город был упомянут в записях о Александре Македонском. |
| Сайрам              | Мавераннахр          | Казахстан, Туркестанская область         | ок. 1000 г. до н. э. | Считается, что город был упомянут в Авесте. |
| Раджгир             | Магадха              | Индия, Бихар                             | ок. 1000 г. до н. э. | |
| Варанаси            | Каши                 | Индия, Уттар-Прадеш                      | ок. 1000 г. до н. э. | Город возник как поселение пришлых ариев и довольно быстро превратился в крупный культурный и религиозный центр долины Ганга. Является одним из семи священных городов индуизма. |
| Самарканд           | Согдиана             | Узбекистан, Самаркандская область        | 800-500 г. до н. э.  | Один из древнейших существующих городов мира, основанный в VIII веке до н. э., Самарканд является ровесником Рима. |
| Андижан             | Ферганская долина    | Узбекистан, Андижанская область          | ок. 700 г. до н. э.  | Один из древнейших городов мира — Андижану более 2 500 лет. В некоторых частях города были найдены археологические объекты, датированные VII и VIII веками до н. э. |
| Дели                | Индрапрастха         | Индия, Национальный столичный округ Дели | 700 г. до н. э.      | Первое поселение на месте Дели, по легенде, было основано династией Пандавов из Махабхараты приблизительно в 3000 г. до н. э. Город был назван Индрапрастха. |
| Удджайн             | Малва                | Индия, Мадхья-Прадеш                     | ок. 600 г. до н. э.  | Город упоминается в Махабхарате в качестве столицы Царства Аванти. Также Удджайн является одним из семи священных городов индуизма. |
| Пешавар             | Держава Ахеменидов   | Пакистан, Хайбер-Пахтунхва               | 539 г. до н. э.      | Пуштуны поселились в районе Пешавара ещё в 1-м тысячелетии до н. э., когда они начали прибывать сюда с юга и юго-запада — из района Сулеймановых гор. Со временем возникшее на этом месте поселение Пурушапура стало важным центром буддистской культуры, наряду с Кандагаром и Кабулом. |
| Бухара              | Согдиана             | Узбекистан, Бухарская область            | ок. 500 г. до н. э.  | Город возник в середине I тысячелетия до н. э. Доказанный исследователями возраст Бухары превышает 2500 лет. |
| Балх (Бактра)       | Бактрия              | Афганистан, Балх                         | ок. 500 г. до н. э.  | Бактра — один из древнейших городов мира, он считается первым городом, основанным ариями во время движения из-за Амударьи. |
| Патна (Паталипутра) | Магадха              | Индия, Бихар                             | ок. 400 г. до н. э.  | Город был основан Аджаташатрой, сыном Бимбисары — древнеиндийского царя из династии Харьянка. |
| Анурадхапура        | Раджарата            | Шри-Ланка, Северо-Центральная провинция  | ок. 400 г. до н. э.  | Согласно Махавамса, первое поселение на месте современного города возникло в V веке до н. э., но по данным археологических раскопок, город существовал как минимум с X века до н. э. |
| Читтагонг           |                      | Бангладеш, Читтагонг                     | ок. 400 г. до н. э.  | |
| Мадурай             | Пандья               | Индия, Тамилнад                          | ок. 300 г. до н. э.  | Мегасфен, возможно, посещал город в III веке до н. э. и в его отчётах он фигурирует как Метхора. Но данная точка зрения оспаривается учёными, считающими, что Магасфен упомянул город Матхура, поскольку уже в то время он представлял собой крупное поселение в империи Маурьев.        |
| Канчипурам          | Паллавы              | Индия, Тамилнад                          | ок. 300 г. до н. э.  | Канчипурам является традиционным индийским местом религиозного образования для представителей индуизма, джайнизма и буддизма. Также причисляется к семи священным городам индуизма, что привлекает в него множество паломников со всех уголков Индии.                                    |
| Амаравати           | Дхараникота          | Индия, Андхра-Прадеш                     | ок. 300 г. до н. э.  | |
| Тараз               | Таласская долина     | Казахстан, Жамбылская область            | ок. 1 г.             | |
| Бамиан              | Бактрия              | Афганистан, Бамиан                       | ок. 100 г.           | |
| Катаманду           | Долина Катманду      | Непал, Багмати                           | ок. 200 г.           | Археологические раскопки, проведённые в Катманду, подтверждают существование здесь древней цивилизации. Старейшая из найденных здесь статуй датирована 185 годом н. э. |
| Тируваннамалай      | Паллавы              | Индия, Тамилнад                          | ок. 600 г.           | |
| Муршидабад          | Пала                 | Индия, Западная Бенгалия                 | ок. 700 г.           | |
| Каттак              | Сомавамши            | Индия, Одиша                             | 989                  | Основан как военное поселение правителем Нрупа Кешари из династии Кешари в 989 году н. э. |
| Лахор               |                      | Пакистан, Пенджаб                        | 982                  | Первое упоминание Лахора приходится на персидский географический тракт Худуд аль-Алам, написанный в 982 году. Описывается как город с потрясающими храмами, большими рынками и обширными садами.                                                                                         |

## Америка

### Северная Америка
| Название         | Историческая Область                         | Современное Расположение        | Непрерывно населён с | Комментарии |
| ---------------- | -------------------------------------------- | ------------------------------- | -------------------- | --- |
| Сан-Педро-Чолула | Старая Чолула                                | Мексика                         | II век до н. э.      | Доколумбовая Чолула разрослась из маленькой деревни в региональный центр примерно в VII веке. Самый старый город в Новом Свете. |
| Флорес           | Майя, позднее Новая Испания                  | Гватемала                       | ок. 600 г. до н. э.  | Основан как Тайясаль, являлся столицей народа майя-ица, самые ранние археологические находки относятся к 900—600 годам до нашей эры, при этом значительное расширение поселения произошло примерно в 250—400 годах нашей эры. |
| Акома            |                                              | США, Нью-Мексико                | 1144                 | |
| Орайби           |                                              | США, Аризона                    | 1150                 | |
| Тусон            | Хохокам                                      | США, Аризона                    | 1300                 | |
| Мехико           |                                              | Мексика                         | 1325                 | Основан древними ацтеками как Тенучтитлан посреди Долины Мехико на западном берегу озера Тескоко. Название было изменено на Мехико после испанского завоевания города в 1521 году. Несколько других доколумбовых городов, также расположенных вокруг озера, таких как Аскапоцалько, Тлателолько, Сочимилько и Койоакан были поглощены всё растущим мегаполисом и теперь являются частью современного Мехико. Также Мехико является самой старой столицей Нового Света. |
| Санто-Доминго    | Новая Испания                                | Доминиканская Республика        | 1496                 | Старейшее европейское поселение в Новом Свете. |
| Сан-Хуан         | Новая Испания                                | Пуэрто-Рико                     | 1508                 | Старейшее непрерывно заселённое поселение на территории США. |
| Номбре-де-Диос   | Новая Испания                                | Панама, Колон                   | 1510                 | Старейшее непрерывно заселённое европейское поселение на континентальной территории Северной Америки. |
| Баракоа          | Новая Испания                                | Куба                            | 1511                 | Старейшее европейское поселение на Кубе. |
| Гавана           | Новая Испания                                | Куба                            | 1519                 | Старейший крупный город на Кубе, основан испанскими поселенцами 16 сентября 1519 года |
| Веракруз         | Новая Испания                                | Мексика                         | 1519                 | Основан как портовая база Эрнаном Кортесом в 1519 году под именем «Богатый порт Животворящего креста» (исп. La Villa Rica de la Vera Cruz) |
| Панама           | Новая Испания                                | Панама                          | 1519                 | Город был основан 15 августа 1519 года как отправная точка для исследования и завоевания Перу. Основатель — Педро Ариас де Авила |
| Гвадалахара      | Новая Испания                                | Мексика                         | 1542                 | Четвёртая попытка испанских поселенцев основать город, назван в честь испанской Гвадалахары |
| Картаго          | Новая Испания                                | Коста-Рика                      | 1563                 | Старейшее европейское поселение на Коста-Рике, получившее название в честь древнего Карфагена. |
| Сент-Огастин     | Новая Испания                                | США, Флорида                    | 1565                 | Старейший город, основанный европейскими поселенцами на территории США. |
| Санта-Фе         | Новая Испания                                | США, Нью-Мексико                | 1607                 | Старейший административный центр Штата на территории США. |
| Квебек           | Новая Франция                                | Канада                          | 1608                 | Старейший город Канады, а также старейший франкоязычный город в Новом Свете. |
| Хамптон          | Территории Вирджинской компании              | США, Виргиния                   | 1610                 | 9 июля 1610 года английские колонисты захватили индейскую деревушку Кекутан, находившуюся в районе устья ручья Хамптон, и основали там своё собственное поселение |
| Хоупуэлл         | Территории Вирджинской компании              | США, Виргиния                   | 1613                 | |
| Олбани           | Новые Нидерланды                             | США, Нью-Йорк                   | 1614                 | Олбани является одним из старейших сохранившихся европейских поселений на территории тринадцати колоний и старейшим непрерывно населённым городом в Соединённых Штатах. Также является второй старейшей столицей штата после Санта-Фе. |
| Плимут           | Плимутская колония                           | США, Массачусетс                | 1620                 | Четвёртый старейший заселённый город США. |
| Сент-Джонс       | Колония Ньюфаундленд                         | Канада, Ньюфаундленд и Лабрадор | 1630                 | |
| Сент-Джон        | Новая Франция                                | Канада, Нью-Брансуик            | 1631                 | |
| Труа-Ривьер      | Новая Франция                                | Канада                          | 1634                 | Четвёртый старейший город Канады |
| Монреаль         | Новая Франция                                | Канада                          | 1642                 | Пятый старейший город Канады |
| Су-Сент-Мари     | Новая Франция                                | США, Мичиган                    | 1668                 | Старейший город на Среднем Западе США, основанный европейцами, а также третий по старшинству город к западу от аппалачских гор. |
| Филадельфия      | Плимутская колония                           | США                             | 1682                 | Город был основан в 1682 году Уильямом Пенном. Имеет прозвище «Город братской любви» |
| Накитош          | Новая Франция                                | США, Луизиана                   | 1699                 | Накитош был основан в 1714 году французским исследователем Луи Жучеро де Сен-Дени. |
| Детройт          | Новая Франция                                | США, Мичиган                    | 1701                 | |
| Виннипег         | Британская Америка                           | Канада, Манитоба                | 1738                 | Старейший город Канадских Прерий. |
| Сан-Диего        | Новая Испания                                | США, Калифорния                 | 1769                 | Старейший город на Западном Побережье США |
| Торонто          | Британская Америка                           | Канада                          | 1793                 | Основан на месте сожжённого Форта Руйе. |
| Виктория         | Остров Ванкувер и подчинённые ему территории | Канада                          | 1843                 | Старейший город на Западном Побережье Канады |

### Южная Америка
| Название             | Историческая Область             | Современное Расположение | Непрерывно населён с | Комментарии |
| -------------------- | -------------------------------- | ------------------------ | -------------------- | --- |
| Кито                 | Пичинча (провинция)              | Эквадор                  | 980                  | Кито являлся столицей индейского государства Киту, которое около 980 года покорил народ кара. В XV в. город был завоёван инками. |
| Куско                | Империя инков                    | Перу                     | ок. 1100 г.          | |
| Кумана               | Королевство Новая Гранада        | Венесуэла                | 1515                 | Старейший город континента, основанный европейскими поселенцами. |
| Санта-Марта          | Королевство Новая Гранада        | Колумбия                 | 1525                 | Старейший населённый город Колумбии, основанный испанцами. |
| Сан-Висенти          | Вице-королевство Бразилия        | Бразилия                 | 1532                 | Первое португальское поселение в Южной Америке. |
| Пьюра                | Вице-королевство Перу            | Перу                     | 1532                 | Старейший город Перу, основанный европейцами. |
| Лима                 | Вице-королевство Перу            | Перу                     | 1535                 | Вторая по старшинству столица континента. |
| Кали                 | Королевство Новая Гранада        | Колумбия                 | 1536                 | 25 июля 1536 года Себастьян де Белалькасар основал Сантьяго-де-Кали, изначально расположенный в нескольких километрах севернее нынешнего места, недалеко от современных городов Вихес и Риофрио.                                                                    |
| Буэнос-Айрес         | Вице-королевство Рио-де-ла-Плата | Аргентина                | 1536                 | 2 февраля 1536 года испанский конкистадор Педро де Мендоса основал поселение в местности, заселённой коренным населением, керанди. |
| Асунсьон             | Вице-королевство Рио-де-ла-Плата | Парагвай                 | 1537                 | Хуан де Салазар-и-Эспиноза основал на месте города форт в августе 1537 года и назвал его «Город Вознесения нашей госпожи Святой Марии» (исп. Nuestra Señora Santa María de la Asunción)                                                                             |
| Сантьяго             | Генерал-капитанство Чили         | Чили                     | 1541                 | В декабре 1540 года в долину реки Мапочо из Перу прибыли испанцы под предводительством конкистадора Педро де Вальдивия, который 12 февраля 1541 года основал город под названием Сантьяго-де-Нуэва Эстремадура в честь испанской Эстремадуры, в которой он родился. |
| Салвадор             | Вице-королевство Бразилия        | Бразилия                 | 1549                 | Первый город, основанный португальцами на территории Южной Америки, а также первая столица Бразилии |
| Сантьяго-дель-Эстеро | Вице-королевство Рио-де-ла-Плата | Аргентина                | 1553                 | Старейший постоянно заселённый город Аргентины. |

## Африка

### Северная Африка, включаяАфриканский Рог
| Название              | Историческая Область                             | Современное Расположение | Непрерывно населён с | Комментарии |
| --------------------- | ------------------------------------------------ | ------------------------ | -------------------- | --- |
| Файюм (Крокодилополь) | Древний Египет                                   | Египет                   | ок. 4000 г. до н. э. | Самый древний в Египте и один из самых старых городов мира |
| Луксор (Фивы)         | Древний Египет                                   | Египет                   | ок. 3200 г. до н. э. | Изначально являлся столицей Верхнего Египта, позднее Фивы стали религиозной столицей страны до потери ей государственности в римский период.                                                                                  |
| Аннаба (Гиппон)       | Нумидия                                          | Алжир                    | ок. 1200 г. до н. э. | Возник как колония финикийского города-государства Тира |
| Танжер                | Карфаген                                         | Марокко                  | ок. 800 г. до н. э.  | Основан карфагенянами, впоследствии стал административным центром римской провинции Тингитанская Мавретания. |
| Триполи (Эа)          | Сиртика                                          | Ливия                    | ок. 700 г. до н. э.  | На месте современного Триполи в середине 1-го тысячелетия до н. э. находились три финикийских города — Эа, Сабрата и Лептис-Магна, которые были объединены в провинцию Триполитанию из Африканской провинции Рима в III веке. |
| Константина (Цирта)   | Нумидия                                          | Алжир                    | ок. 600 г. до н. э.  | Город был основан финикийцами в VI веке до нашей эры, которые нарекли его Сева («Царский город»). Позднее — под именем Цирта (значит по-финикийски «город») — город был столицей Нумидии                                      |
| Бенгази (Эспериды)    | Киренаика                                        | Ливия                    | ок. 525 г. до н. э.  | Первым городом на территории современного Бенгази была греческая Колония Эспериды, основанная около 525 года до н. э. |
| Аксум                 | Аксумское царство                                | Эфиопия                  | ок. 400 г. до н. э.  | Древняя столица Аксумского царства |
| Бербера               | Африканский Рог                                  | Сомали                   | ок. 400 г. до н. э.  | В Перипле Эритрейского моря, написанным в I веке нашей эры, описывается как город, находящийся в 800 стадиях (142 километрах) от Сайлы.                                                                                       |
| Могадишо              | Африканский Рог                                  | Сомали                   | ок. 200 г. до н. э.  | |
| Старый Каир           | Древний Египет                                   | Египет                   | ок. 100 г.           | Вавилонская крепость была перенесена из Гелиополя на своё нынешнее место во времена правления императора Траяна, образовав ядро Старого или Коптского Каира                                                                   |
| Сайла                 | Африканский Рог                                  | Сомали                   | ок. 100 г.           | Крупный торговый порт |
| Кисмайо               | Африканский Рог (После XIII века часть Аджурана) | Сомали                   | ок. 300 г.           | Малый рыбацкий посёлок, преобразовавшийся в крупный город |
| Александрия           | Древний Египет                                   | Египет                   | 332 г. до н. э.      | Основан Александром Македонским |
| Фес (Фес эль-Бали)    |                                                  | Марокко                  | 789                  | Основан Идрисом I как будущая столица династии Идрисидов |
| Уджда                 |                                                  | Марокко                  | 994                  | |
| Марракеш              |                                                  | Марокко                  | 1060                 | Основан примерно в 1060 году Абу Бакром ибн Умаром из династии Альморавидов |

### Африка к югу от Сахары
| Название      | Историческая Область             | Современное Расположение    | Непрерывно населён с | Комментарии |
| ------------- | -------------------------------- | --------------------------- | -------------------- | --- |
| Ифе           | Осун                             | Нигерия                     | ок. 450 г. до н. э.  | Первые поселения датируются четвёртым веком до нашей эры. |
| Дженне-Дженно |                                  | Мали                        | ок. 250 г. до н. э.  | Один из старейших известных городов Тропической Африки |
| Занзибар      | Побережье Суахили                | Танзания                    | I-III век            | В Перипле Эритрейского моря, написанным в I веке нашей эры, упоминается поселение на острове Менутиас (др.-греч. Μενουθιάς), которым, вероятно, является Унгуджа, один из двух крупных островов архипелага Занзибар.                      |
| Уалата        | Империя Гана                     | Мавритания                  | VII-X век            | Город был основан во времена расцвета Империи Гана и оставался торговым и политическим центром до тех пор, пока в XV веке его не вытеснил Томбукту.                                                                                       |
| Софала        | Побережье Суахили                | Мозамбик                    | ок. 700 г.           | Одно из старейших поселений Южной Африки |
| Пате          | Побережье Суахили                | Кения                       | VIII век             | Согласно Летописи Пате, город был основан беженцами из Омана в VIII веке. |
| Бенин-Сити    | Бенинское царство                | Нигерия                     | ок. 900 г.           | Старейший город Нигерии |
| Момбаса       | Побережье Суахили                | Кения                       | ок. 900 г.           | Арабский порт, впервые упомянутый арабским географом Ал-Идриси в 1151 году, но в кенийских учебниках в качестве официальной используется версия об основании города в самом начале X века                                                 |
| Морони        | Побережье Суахили                | Союз Коморских Островов     | X век                | Основан в X веке арабами как столица султаната, через которую проходил морской путь в Занзибар (ныне — Танзания) |
| Кано          | Штат Кано                        | Нигерия                     | XI век               | Начало строительства городских стен Кано было положено Сакри Гидзимасу, третьим королём Кано, в 1095—1134 годах и завершилось в середине XIV века во времена правления Замнагавы.                                                         |
| Томбукту      | Империя Мали                     | Мали                        | XII век              | Был построен туарегскими торговцами как небольшой форпост, после чего был включен в состав империи Мали, где с XIII века быстро развился в город                                                                                          |
| Малинди       | Побережье Суахили                | Кения                       | XIII-XIV век         | Когда-то соперничал только с Момбасой за торговое доминирование в Восточной Африке, в письменной форме впервые упоминался Абу аль-Фидом (1273—1331), курдским географом и историком.                                                      |
| Мбанза-Конго  | Королевство Конго                | Ангола                      | ок. 1390 г.          | Столица Королевства Конго, уже существовавшая и развившаяся как город, ещё до прибытия португальских колонистов |
| Келимане      | Побережье Суахили                | Мозамбик                    | 1400                 | Одно из старейших поселений региона, для европейцев город открыл Васко да Гама в 1498 году |
| Танга         | Побережье Суахили                | Танзания                    | 1500                 | Самое раннее упоминание поселения озвучено португальскими колониалистами, которые основали здесь торговый пост и контролировали регион около 200 лет, между XVI и XVIII веками.                                                           |
| Лагос         | Бенинское царство                | Нигерия                     | XVI век              | Изначально основан как военный лагерь для солдат Бенинского Царства |
| Уида          | Уида                             | Бенин                       | XVI век              | Основной порт королевства Уида, первоначально называемый жителями Ажуда. Город был завоеван Дагомеей в XVIII веке и в итоге вывез более 1 миллиона рабов.                                                                                 |
| Кейптаун      | Голландская Ост-Индская компания | Южно-Африканская Республика | 1652                 | В 1652 году после прибытия экспедиции Яна ван Рибека, была построена Крепость Доброй Надежды для обеспечения кораблей Голландской Ост-Индской компании свежими продуктами, которая со временем развился в крупную продовольственную базу. |
| Кумаси        | Ашанти                           | Гана                        | ок. 1680             | Основан как аканская деревня, впоследствии ставшая столицей Империи Ашанти |

## Европа
| Название                         | Историческая Область                 | Современное Расположение          | Непрерывно населён с      | Комментарии |
| -------------------------------- | ------------------------------------ | --------------------------------- | ------------------------- | --- |
| Аргос                            | Древняя Греция                       | Пелопоннес                        | ок. 5000 г. до н. э.      | Микенская цивилизация. Древнейший постоянно населённый город Европы. |
| Афины                            | Древняя Греция                       | Греция, Аттика                    | ок. 4000 г. до н. э.      | Древнейшая столица Европы, 2-й по древности обитания в Европе. Домикенская цивилизация. Первые письменные указания появились ещё в 1600 г. до н. э., но заселён был тысячелетиями ранее. |
| Шенгавит                         | Ереван                               | Армения                           | ок. 3000 г. до н. э.      | Древнее городище, археологический памятник Кура-аракской культуры. Находится в юго-западной части города Еревана на территории района Шенгавит, на левом берегу реки Раздан. |
| Ханья                            | Крит                                 | Греция, Крит                      | ок. 1700—1500 г. до н. э. | В древности на территории города находился полис Кидония. Частично Крит был финикийским островом, ввиду того, что финикийцы были правящим классом на Крите. |
| Фивы                             | Древняя Греция                       | Греция, Беотия                    | ок. 2000 г. до н. э.      | Финикийская цивилизация, Микенская цивилизация |
| Ларнака                          | Аласия                               | Кипр                              | ок. 1400 г. до н. э.      | Ларнака является преемником финикийского города-государства Китиона. |
| Трикала                          | Микейская Греция                     | Греция, Фессалия                  | ок. 1200 г. до н. э.      | Заложен как Трикка в древней Фессалии. |
| Халкида                          | Микейская Греция                     | Греция, Эвбеи                     | ок. 1200 г. до н. э.      | Самое раннее из известных упоминаний — в «Иллиаде» Гомера. |
| Лиссабон                         | Улиссипо                             | Португалия                        | ок. 1200 г. до н. э.      | Второй старейший город Западной Европы. Начало города положено финикийцами. |
| Кадис                            | Карфагенская Иберия                  | Испания, Андалусия                | 1104 г. до н. э.          | Основан финикийцами из Тира около 1104 года до н. э. под названием Гадир или Гадер. |
| Патры                            | Микейская Греция                     | Греция                            | ок. 1100 г. до н. э.      | Основан Патреем. |
| Хиос                             | Остров Хиос                          | Греция, Северные Эгейские острова | ок. 1100 г. до н. э.      | |
| Никосия                          | Микейская Греция                     | Кипр                              | ок. 1050 г. до н. э.      | Город основан микенцами и первоначально назывался Ледра. Также имеются археологические свидетельства непрерывного проживания с начала бронзового века (2500 лет до нашей эры). |
| Задар                            | Иллирия                              | Хорватия                          | ок. 1000 г. до н. э.      | Основан либурнами. Старейший город Хорватии. Основное либурнское поселение. |
| Мцхета                           | Иберия                               | Грузия                            | ок. 1000 г. до н. э.      | Руины городов на месте современной Мцхеты датируются X веком до н. э., также Мцхета являлась столицей древнегрузинского государства Иберии, существовавшего на территории Восточной Грузии с III по V век до н. э. |
| Митилини                         | Лесбос                               | Греция, Северные Эгейские острова | X век до н. э.            | |
| Вани                             | Колхида                              | Грузия, Имеретия                  | ок VIII века до н. э.     | |
| Севилья                          | Иберийский полуостров                | Испания, Андалусия                | VIII век до н. э.         | При основании назывался Тартесс. |
| Малага                           | Иберийский полуостров                | Испания, Андалусия                | VIII век до н. э.         | Основан как финикийская колония. |
| Мдина                            | Мальта                               | Мальта                            | VIII век до н. э.         | Основан как финикийская колония. |
| Кальяри                          | Сардиния                             | Италия, Сардиния                  | VIII век до н. э.         | Основан финикийцами из Тира под названием Каралис, во времена Римской империи становится Каларисом и в Средние века получает современное название. |
| Мессина (Занкл)                  | Сицилия                              | Италия, Сицилия                   | VIII век до н. э.         | Греческая колония. |
| Ереван                           | Урарту                               | Армения                           | 782 г. до н. э.           | Основан как город-крепость Эребуни. Известно, что для основания города в 782 году до нашей эры царь Аргишти привез сюда 6600 пленных из областей Хати и Цупани (западные области Армянского нагорья). |
| Армавир                          | Урарту                               | Армения                           | 775 г. до н. э.           | Древнейший слой относится к урартскому периоду (VIII—VII в. до н. э., когда царь Аргишти I в 776 г. до н. э. основал тут Аргиштихинили |
| Рим                              | Лаций                                | Италия, Лацио                     | 753 г. до н. э.           | Непрерывное проживание продолжается примерно с X века до н. э. |
| Реджо-ди-Калабрия (Регий)        | Великая Греция                       | Италия, Калабрия                  | 743 г. до н. э.           | |
| Палермо (Сус, Тир)               | Финикия                              | Италия, Сицилия                   | 734 г. до н. э.           | Присутствуют поселения, датируемые 8000 г. до н. э., но постоянно населён со времён Финикии. |
| Сиракузы                         | Сицилия                              | Италия, Сицилия                   | 734 г. до н. э.           | Колония древнегреческого полиса Коринфа. |
| Вольтерра                        | Тоскана                              | Италия, Тоскана                   | ок. 725 г. до н. э.       | Этруское шахтёрское поселение. |
| Кротоне                          | Калабрия                             | Италия, Великая Греция            | 710 г. до н. э.           | Греческая колония. |
| Таранто (Тарент)                 | Великая Греция                       | Италия, Апулия                    | 706 г. до н. э.           | Основан как единственная спартанская колония детьми незамужних женщин, периэками и негражданами. |
| Корфу, Керкира                   | Корфу                                | Греция, Ионические острова        | 700 г. до н. э.           | Колония древнегреческого полиса Коринфа. |
| Килия                            | Древняя Македония                    | Украина                           | 682 г. до н. э.           | Килию в IV веке до н. э. основал Александр Македонский и назвал её Ахилией — в честь своего далекого предка Ахилла. |
| Керчь (Пантикапей)               | Доримский Крым                       | Крымский полуостров               | VII век до н. э.          | Греческая колония. |
| Феодосия                         | Доримский Крым                       | Крымский полуостров               | VII век до н. э.          | Греческая колония. |
| Стамбул (Византий)               | Восточная Фракия                     | Турция                            | 660 г. до н. э.           | Основан как колония греческих Мегар. |
| Неаполь                          | Великая Греция                       | Италия                            | ок. 680 г. до н. э.       | Основан поселенцами из полиса Кумы. |
| Ивиса                            | Балеарские острова                   | Испания                           | 654 г. до н. э.           | Город основан финикийцами. |
| Дуррес                           | Иллирия                              | Албания                           | 627 — 625 г. до н. э.     | Основан как колония греческого полиса Дуррес. |
| Созополь                         | Фракия                               | Болгария, Бургасская область      | 610 г. до н. э.           | Основан колонистами из Милета под названием Аполлония в честь бога Аполлона. |
| Эдеса                            | Македония                            | Греция                            | VI век до н. э.           | Столица Древней Македонии вплоть до VI века до н. э. |
| Марсель (Массалия)               | Галлия                               | Франция                           | 600 г. до н. э.           | Колония Фокеи. |
| Кавала                           | Македония                            | Греция                            | VI век до н. э.           | Колония Неаполя |
| Мангалия                         | Дакия                                | Румыния                           | VI век до н. э.           | |
| Констанца                        | Дакия                                | Румыния                           | VI век до н. э.           | |
| Мантуя                           | Долина реки По                       | Италия, Ломбардия                 | ок. 2000 г. до н. э.      | Стал городом этрусков в VI веке до н. э. |
| Милан                            | Долина реки По, Цизальпийская Галлия | Италия, Ломбардия                 | VI век до н. э.           | Согласно словам Тита Ливия, город был основан инсубрами в VI веке до н. э. Завоёван римлянами в 222 г. до н. э. |
| Белгород-Днестровский (Тира)     | Бессарабия                           | Украина                           | VI век до н. э.           | |
| Кутаиси                          | Колхида                              | Грузия, Имеретия                  | VI — IV века до н. э.     | Археологические данные указывают на то, что город являлся столицей Колхидского царства в VI—V веках до нашей эры. |
| Варна                            | Фракия                               | Болгария, Черноморское побережье  | 585 — 570 г. до н. э.     | Основан как Одессос поселенцами из греческого полиса Милета. |
| Сант-Марти-д’Эмпуриес (Эмпорион) | Иберийский полуостров                | Испания, Каталония                | ок. 575 г. до н. э.       | Колония греческого города Фокея. |
| Гюмри                            | Урарту                               | Армения                           | V век до н. э.            | В урартских летописях VIII века до н. э. неоднократно упоминаются походы в район Гюмри (страну Эриахи, армянский Ширак). |
| Ламия                            |                                      | Греция                            | ок. V века до н. э.       | Греческий город, впервые упоминающийся в 434 году до н. э. |
| Сере                             | Македония                            | Греция                            | V век до н. э.            | Греческий город. Впервые упоминается в V веке до н. э. как Сирис. |
| Верия                            | Македония                            | Греция                            | ок. 432 г. до н. э.       | |
| Родос                            | Остров Родос                         | Греция, Додеканес                 | ок. 408 г. до н. э.       | Греческий город. |
| Пловдив                          | Фракия                               | Болгария                          | ок. 4000 г. до н. э.      | 3-й по продолжительности непрерывного обитания людей в Европе. |
| Битола (Гераклия Линкестис)      | Древняя Македония                    | Северная Македония                | IV век до н. э.           | Основан Филиппом II Македонским, отцом Александра Великого. |
| София                            | Мёзия                                | Болгария, Софийская котловина     | VI век до н. э.           | Кельтское поселение, известное как Сердика. |
| Несебр                           | Фракия                               | Болгария, Бургасская область      | VI век до н. э.           | Первоначально поселение, основанное здесь фракийцами, называлось Менебрией, то есть Менаполем, поскольку его основателем был некий Мена, а brias по-фракийски означает «город» |
| Мец                              | Галлия                               | Франция                           | IV век до н. э.           | |
| Росас                            | Иберийский полуостров                | Испания, Каталония                | IV век до н. э.           | Точное происхождение города неизвестно, однако имеются остатки греческой колонии с IV века до нашей эры. |
| Габала                           | Кавказская Албания                   | Азербайджан                       | IV век до н. э.           | Археологические данные свидетельствуют о том, что город являлся столицей Кавказской Албании ещё в IV веке до нашей эры. |
| Шемахы                           | Кавказская Албания                   | Азербайджан                       | IV век до н. э.           | Шемаха как город Кавказской Албании упоминается у Птолемея (II век) под названием Кемахея или Мамахея. |
| Шкодер                           | Иллирия                              | Албания                           | IV век до н. э.           | Основан в IV веке до нашей эры как городское поселение под названием Скодра, стал столицей Иллирийского государства и с тех пор постоянно заселён. |
| Стара-Загора                     | Фракия                               | Болгария                          | 342 г. до н. э.           | Был основан Филиппом II Македонским, хотя были обнаружены и фракийские поселения времен неолита. Здесь также находятся самые старые медные рудники в Европе (5-е тысячелетие до нашей эры). |
| Салоники                         | Древняя Македония                    | Греция                            | 315 г. до н. э.           | Греческий город, основанный как новое поселение на месте старого города Ферма. |
| Берат                            | Древняя Македония                    | Албания                           | 314 г. до н. э.           | Основан македонским царём Кассандром. |
| Барселона (Барсино)              | Иберийский полуостров                | Испания, Каталония                | IV век до н. э.           | Первые археологические остатки построек в городе относятся к римскому периоду. |
| Вуковар                          | Иллирия                              | Хорватия                          | 300 г. до н. э.           | Один из крупнейших центров Вучедольской культуры. |
| Алаверди                         | Великая Армения                      | Армения                           | III век до н. э.          | Алаверди известен с III—II веков до н. э. под названиями «Маниц Гом», «Манес». Находилась в исторической области Гугарк. |
| Белград                          | Иллирия                              | Сербия                            | 279 г. до н. э.           | Белградская крепость была основана около 279 г. до н. э. как укрепленное кельтское поселение Сингидунум. |
| Ниш                              | Иллирия                              | Сербия                            | 279 г. до н. э.           | Основан как Нависос. Неолитические поселения датируются 5000-2000 гг. до н. э. |
| Матера                           | Лаций                                | Базиликата, Италия                | ок. 251 г. до н. э.       | Город Матера основан римлянином Луцием Цецилием Метеллом в 251 году до нашей эры. |
| Картахена                        | Иберийский полуостров                | Испания                           | 228 г. до н. э.           | Карфагенская колония, основанная Гасдрубалом Красивым. |
| Таррагона (Тарракон)             | Иберийский полуостров                | Испания, Каталония                | 218 г. до н. э.           | Римская колония, основанная Гнеем и Публием Корнелием Сципионом. |
| Градско (Стоби)                  | Македония                            | Северная Македония                | 217 г. до н. э.           | Основан как Стоби Филиппом V Македонским. |
| Братислава                       | Паннония                             | Словакия                          | II век до н. э.           | Основан кельтским племенем бойев. Первое письменное упоминание о славянском поселении относится к 907 году. |
| Валенсия                         | Иберийский полуостров                | Испания, Валенсия                 | 138 г. до н. э.           | Римская колония. |
| Сремска-Митровица                | Иллирия                              | Сербия                            | I век до н. э.            | Основан как Сирмий. Неолитические поселения датируются 5000 г. до н. э. и вместе с другими археологическими находками свидетельствуют о постоянном проживании. |
| Смедерево                        | Иллирия                              | Сербия                            | I век до н. э.            | |
| Птуй                             | Паннония                             | Словения                          | I век до н. э.            | Старейший город Словении. Есть свидетельства того, что местность была заселена ещё в каменном веке. В позднем железном веке его заселили кельты. К I веку до нашей эры поселение контролировалось Древним Римом. |
| Эвора                            | Лузитания                            | Португалия                        | 53 г. до н. э.            | Свидетельства лузитанского поселения до римской оккупации. |
| Париж                            | Лютеция                              | Франция                           | 52 г. до н. э.            | Археологические данные указывают на то, что люди жили ещё в 4200 году до нашей эры. Во время галльских войн армия Цезаря подожгла Лютецию, «город Паризии, расположенный на острове на берегу Сены». |
| Цюрих (Линденхоф)                | Галлия                               | Швейцария                         | ок. 50 г. до н. э.        | Первые следы поселения на берегу Цюрихского озера относятся к эпохе неолита. |
| Кёльн                            | Нижняя Германия                      | Германия                          | 38 г. до н. э.            | Основан в 38 г. до н. э. Германским племенем убиев. В 85 г. н. э. город стал столицей римской провинции «Нижняя Германия». |
| Трир                             | Белгика                              | Германия                          | 30 г. до н. э.            | Старейший римский город Германии. |
| Касерес                          | Лузитания                            | Испания                           | ок. 25 г. до н. э.        | Город был основан римлянами в 25 г. до н. э. |
| Мерида                           | Лузитания                            | Испания                           | ок. 25 г. до н. э.        | Эмерита Августа была основана как римская колония в 25 году нашей эры по приказу императора Августа, чтобы служить пристанищем для солдат-ветеранов. Один из самых важных городов в Римской Испании, был наделен всеми удобствами большого римского города и служил столицей римской провинции Лузитания с момента её создания. |
| Неймеген                         | Нижняя Германия, Римская империя     | Нидерланды                        | ок. 17 г. до н. э.        | Старейший город Нидерландов. |
| Аугсбург                         | Реция, Римская империя               | Германия                          | 15 г. до н. э.            | Третий по старшинству город Германии после Кёльна и Трира. Расположен в окрге Швабия, Бавария. Основан римлянами под названием Augusta Vindelicorum. |
| Кур                              | Реция, Римская империя               | Швейцария, Граубюнден             | 15 г. до н. э.            | Следы заселения с 4 тыс. до н. э. (пфинская культура). |
| Вормс                            | Верхняя Германия                     | Германия                          | 14 г. до н. э.            | |
| Скопье                           | Македония (римская провинция)        | Северная Македония                | 13-11 г. до н. э.         | Основан во времена правления римского императора Октавиана Августа под названием Скупы. |
| Страсбург                        | Верхняя Германия                     | Франция                           | 12 г. до н. э.            | Впервые официально упоминается как римский лагерь Ардженторатум. Район был заселён со времен среднего палеолита. |
| Тонгерен                         | Нижняя Германия                      | Бельгия                           | 10 г. до н. э.            | Старейший город Бельгии. |

## Океания
| Название   | Историческая Область               | Современное Расположение | Непрерывно населён с | Комментарии |
| ---------- | ---------------------------------- | ------------------------ | -------------------- | --- |
| Сидней     | Новый Южный Уэльс                  | Австралия                | 1788                 | Старейший город в Австралии и старейший город в Океании. Радиоуглеродный анализ показывает, что древние люди проживали на территории Сиднея и в его окрестностях не менее 30 000 лет, с периода позднего палеолита. Тем не менее, многочисленные каменные орудия аборигенов, обнаруженные в гравийных отложениях дальнего западного пригорода Сиднея, имеют возраст от 45 000 до 50 000 лет, это может означать, что люди могли оказаться в регионе раньше, чем предполагалось. |
| Хобарт     | Тасмания                           | Австралия                | 1803                 | Второй старейший город в Австралии. До британской колонизации область была занята в течение по крайней мере 8000 лет, но, возможно, в течение целых 35 000 лет, полукочевым племенем тасманийцев. |
| Джорджтаун | Тасмания                           | Австралия                | 1804                 | Третий старейший город Австралии. |
| Ньюкасл    | Новый Южный Уэльс                  | Австралия                | 1804                 | Четвёртый старейший город Австралии. |
| Лонсестон  | Тасмания                           | Австралия                | 1806                 | Пятый старейший город Австралии. |
| Керайкри   | Нортленд                           | Новая Зеландия           | 1818                 | Старейшее европейское поселение на территории Новой Зеландии. |
| Блафф      | Саутленд                           | Новая Зеландия           | 1824                 | |
| Брисбен    | Квинсленд                          | Австралия                | 1825                 | Старейший город северной части Австралии, также является столицей штата Квинсленд. |
| Албани     | Западная Австралия                 | Австралия                | 1827                 | Старейший город в западной части Австралии. |
| Перт       | Западная Австралия                 | Австралия                | 1829                 | |
| Мельбурн   | Виктория                           | Австралия                | 1835                 | |
| Аделаида   | Южная Австралия                    | Австралия                | 1836                 | |
| Веллингтон | Веллингтон                         | Новая Зеландия           | 1839                 | Является столицей Новой Зеландии с 1865 года. |
| Окленд     | Окленд                             | Новая Зеландия           | 1840                 | Являлся столицей Новой Зеландии с 1841 по 1865 год. |
| Дарвин     | Северная территория                | Австралия                | 1869                 | |
| Канберра   | Австралийская столичная территория | Австралия                | 1913                 | Столица Австралии. |